# Krail (Gemeinde Stattegg)
Krail ist eine Ortschaft in der Gemeinde Stattegg in der Steiermark.
Der Ort liegt westlich von Stattegg in exponierter Situation und bildet, nicht zuletzt auch aufgrund der Lage unmittelbar an der Stadtgrenze zu Graz, innerhalb der Gemeinde einen Schwerpunkt der Siedlungstätigkeit.